# Hugon z Cluny
Hugon z Cluny (ur. 13 maja 1024 roku w Semur-en-Brionnais, zm. 28 kwietnia 1109 roku w Cluny) znany także jako Hugon Wielki i Hugon z Semur – od 1049 opat klasztoru benedyktyńskiego w Cluny, święty Kościoła katolickiego. Budowniczy największego w tamtym czasie kościoła w Europie, główny orędownik reformy kluniackiej.